# Корденонс
Корденонс (итал. Cordenons) је насеље у Италији у округу Порденоне, региону Фурланија-Јулијска крајина.
Према процени из 2011. у насељу је живело 15962 становника. Насеље се налази на надморској висини од 39 м.

## Становништво
| 1936. | 1951. | 1961. | 1971.  | 1981.  | 1991.  | 2001.  | 2011.  |
| ----- | ----- | ----- | ------ | ------ | ------ | ------ | ------ |
| 8.506 | 9.110 | 9.744 | 12.962 | 14.613 | 15.485 | 16.991 | 18.203 |